# Пукамяэ
Пу́камяэ (эст. Pukamäe) — деревня в волости Кохила уезда Рапламаа, Эстония.  

## География и описание
Расположена в 17 километрах к северу от уездного центра — города Рапла. На юге примыкает к деревне Лоху, на севере — к волостному центру — посёлку Кохила. Высота над уровнем моря — 63 метра.
Официальный язык — эстонский. Почтовый индекс — 79852.

## Население
По данным переписи населения 2011 года, в деревне проживали 118 человек, из них 114 (96,6 %) — эстонцы.
По данным переписи населения 2021 года, в деревне насчитывалось 154 жителя, из них 145 (94,2 %) — эстонцы.

## История
Деревня Пукамяэ сформировалась после земельной реформы 1919 года вокруг мызы Тойс (Тохисоо) и изначально называлась поселением Тохисоо. В 1939 году она получила своё современное название. В 1977 году, в период кампании по укрупнению деревень, вошла в состав деревни Лоху, 11 февраля 2008 года стала самостоятельной деревней.